# Sereno Watson
Sereno Watson, född den 1 december 1826 i East Windsor Hill, Connecticut, död den 9 mars 1892 i Cambridge, Massachusetts, var en amerikansk botaniker.
Han tog en examen i biologi vid Yale University 1847 och tog därefter en rad olika arbeten i Kalifornien innan han anslöt till Clarence Kings expedition och blev så småningom dess botaniker. 1873 utsåg Asa Gray honom till assistent vid Gray Herbarium vid Harvard University och blev senare dess kurator fram till sin död.
Auktorsnamnet S.Watson kan användas för Sereno Watson i samband med ett vetenskapligt namn inom botaniken; se Wikipediaartiklar som länkar till auktorsnamnet.